# Jessica Conrad
Jessica Conrad est une scénariste et productrice américaine.

## Filmographie

### Scénariste

#### Pourles Simpson
| Année | Titre                                                        | Titre original                                               | Saison | Épisode | Réalisateur        |
| ----- | ------------------------------------------------------------ | ------------------------------------------------------------ | ------ | ------- | ------------------ |
| 2020  | Un Noël d'été à Springfield                                  | A Springfield Summer Christmas for Christmas                 | 32     | 10      | Timothy Bailey     |
| 2022  | Lisa en colère                                               | One Angry Lisa                                               | 34     | 2       | Matthew Nastuk     |
| 2022  | Le Roi de la gentillesse                                     | The King of Nice                                             | 34     | 4       | Debbie Bruce Mahan |
| 2023  | Ma vie en vlog                                               | My Life as a Vlog                                            | 34     | 12      | Debbie Bruce Mahan |
| 2023  | Simpson Horror Show XXXIV                                    | Treehouse of Horror XXXIV - Ei8ht                            | 35     | 5       | Rob Oliver         |
| 2024  | L'Anniversaire de Bart                                       | Bart's Birthday                                              | 36     | 1       | Rob Oliver         |
| 2024  | Le Simpson Horror Show : Quelque chose de maléfique approche | Treehouse of Horror Presents: Simpsons Wicked This Way Comes | 36     | 7       | Debbie Bruce Mahan |

#### Autre
- 2008-2009 : Saturday Night Live: Weekend Update Thursday : 6 épisodes
- 2008-2012 : Saturday Night Live : 82 épisodes
- 2014 : Benched : 1 épisode
- 2015 : Kevin from Work : 1 épisode
- 2016-2018 : Stan Against Evil : 7 épisodes
- 2017 : Hood Adjacent with James Davis : 1 épisode
- 2017 : Future Man : 12 épisodes
- 2017 : The Off Season : 5 épisodes
- 2018 : Let's Get Physical : 1 épisode
- 2018 : Angie Tribeca : 10 épisodes
- 2020 : Les Simpson : 4 épisodes (chef scénariste)

### Producteur
- 2017 : The Off Season : 5 épisodes